# ألفرد سميث (رسام)
ألفرد سميث (بالفرنسية: Alfred Smith)‏ هو رسام فرنسي، ولد في 1854 في بوردو في فرنسا، وتوفي بنفس المكان في 1932.